# Aum Shinrikyo
Aum Shinrikyo (Veritat Suprema) va ser una secta terrorista japonesa dirigida per Shoko Asahara. A partir de l'actuació terrorista feta al Japó el 1994 i 1995 amb l'ús de gas sarín per part de l'organització, l'amenaça d'armes químiques era una consideració centrada en l'àmbit militar.
El 1989 aconseguí l'estatus oficial de religió per part del govern japonès. Va créixer en membres entre les persones de classe mitjana de les principals ciutats del Japó. El nombre de membres estimat de l'any 1995 era de 9.000 al Japó i 40.000 seguidors a l'estranger (Estats Units d'Amèrica, Sri Lanka i Alemanya, entre altres).
El juny de 1994 van cometre un atemptat terrorista a Matsumoto i posteriorment, el març de 1995, un altre atemptat al metro de Tòquio. Ambdues actuacions terroristes es van realitzar amb l'ús de gas sarín, provocant morts i afectats. Abans de cometre amb èxit aquests assassinats, van tractar d'obtenir agents biològics com àntrax i toxines botulíniques i va haver-hi actuacions fracassades de disseminar gas sarín per la falta d'ús d'un sistema de dispersió convenient. El 1993 va iniciar el programa d'ús d'armes químiques al descartar l'ús d'armes biològiques. Aquest programa va tenir una inversió de 30 milions de dòlars per a la recerca i desenvolupament, sense comptar amb laboratoris per produir gas sarín a gran escala.

## Atemptats terroristes
El 27 de juny de 1994 tractaren de matar tres jutges que dictarien una sentència en contra dels interessos de la secta per terrenys comprats de manera il·legal. Disseminaren tres litres de gas sarín volatilitzat des d'un camió prop d'on residien els jutges. Moriren set persones i més de 500 persones quedaren afectades, amb 56 requerint atenció hospitalària.
El 20 de març de 1995 ocorregué l'atemptat terrorista amb més impacte mediàtic. L'objectiu fou provocar el nombre de morts més alt possible entre els policies que utilitzaven la línia de metro per a anar a la feina (amb parada de metro de Kasumigaseki). El mètode consistí en set litres de gas sarín, produïts en menys de 24 hores en un laboratori a partir d'àcid difluorometilfosfònic, guardats en bosses de plàstic que serien perforades pels perpretadors. Moriren 12 persones, més de mil persones foren intoxicades i més de 450 persones entraren en pànic i demanaren ajuda mèdica malgrat no estar intoxicades. Es va sospitar inicialment d'una persona que més tard fou descartat.
L'atemptat del metro de Tòquio ocorregut el març de 1995 es va realitzar amb una gran capacitat tècnica i econòmica, comparable a la capacitat d'un estat. El resultat de morts fou relativament baix amb relació a la gran inversió econòmica que hi havia darrere: 12 morts.